# سارة كينيدي (ممثلة)
سارة كينيدي (بالإنجليزية: Sarah Kennedy)‏ هي ممثلة أمريكية، ولدت في 27 يناير 1948 في كوكيل في الولايات المتحدة.

## وصلات خارجية
- سارة كينيدي على موقع IMDb (الإنجليزية)
- سارة كينيدي على موقع إن إن دي بي (الإنجليزية)
- سارة كينيدي على موقع قاعدة بيانات الفيلم (الإنجليزية)